# Gaindorf (Gemeinde Ravelsbach)
Gaindorf ist eine Ortschaft und Katastralgemeinde der Marktgemeinde Ravelsbach in Niederösterreich. Die Ortschaft hat 278 Einwohner (Stand 1. Jänner 2024). Bis Ende 1970 war Gaindorf eine eigenständige Gemeinde.

## Geographie
Gaindorf liegt in einer Talweitung des Ravelsbaches an jener Stelle, wo der Parisbach einmündet. Der Ort liegt östlich der Horner Straße, durch den Ort verläuft die Landesstraße L48. Zur Ortschaft zählen auch die Lagen Fliegentanz, Gillimühle und Ravelsbach-Bahnstation.

## Geschichte
Nach den Reformen 1848/1849 konstituierte sich Gaindorf im Jahr 1850 als selbständige Gemeinde und war bis 1868 dem Amtsbezirk Ravelsbach zugeteilt und danach dem Bezirk Hollabrunn. Laut Adressbuch von Österreich waren im Jahr 1938 in der Ortsgemeinde Gaindorf ein Taxiunternehmer, ein Bäcker, drei Brennstoffhändler, zwei Gastwirte, zwei Gemischtwarenhändler, eine Milchgenossenschaft, drei Müller, zwei Schmiede, ein Schneider und zwei Schneiderinnen, zwei Schuster, ein Wagner und mehrere Landwirte ansässig. Im Jahr 1971 trat Gaindorf zusammen mit anderen Gemeinden der Großgemeinde Ravelsbach bei.

## Persönlichkeiten
- Bernhard Leitner (1938), Künstler, Autor und Universitätsprofessor, wohnt und arbeitet in der Kasparekmühle